# 8250 Корнелл
8250 Корнелл (8250 Cornell) — астероїд головного поясу, відкритий 2 вересня 1980 року.
Тіссеранів параметр щодо Юпітера — 3,113.